# 爨宏達
爨宏達（?—?），唐朝西爨豪酋，西晋宁州大姓爨氏之后裔。
父亲為昆州刺史爨翫。开皇十八年（598年），爨翫叛隋，為隋文帝所殺。諸子為官奴。唐朝建立，唐高祖以爨宏達为昆州（今云南昆明）刺史，命他带着父亲的灵柩归葬。武德三年（620年），遣使入朝献方物。益州刺史段纶诱其部纳款贡物。唐太宗时击讨西爨，设置青蛉县、弄栋县。他之后爨乾福为昆州刺史，爨歸王为南宁州都督。